# Пътелейци
Пътелейци (на гръцки: Αγιοπαντελεημονίτες) са жителите на село Пътеле (Агиос Пантелеймонас), Гърция. Това е списък на най-известните от тях.

## Родени в Пътеле
А — Б — В — Г — Д –
Е — Ж — З — И — Й —
К — Л — М — Н — О —
П — Р — С — Т — У —
Ф — Х — Ц — Ч — Ш —
Щ — Ю — Я

### А
- Александър Клянев, деец на ВМОРО[1]
- Александър Мицаров (1880 – 1939), гръцки андартски деец
- Андрей Чипов (1904 – 1956), гръцки политик и революционер
- Атанасиос Папатанасиу (Αθανάσιος Παπαθανασίο), гръцки андартски деец от втори клас[2]
- Атанас Лазаров Бучков (1876 – след 1943), български революционер
- Атанас Шишков (1878 – ?), български просветен и църковен деец
- Аце Дорев (1871 – 1941), български революционер

### В
- Васил Календжиев, български революционер
- Васил (Циле) Калпакчи, българин, православен, арестуван преди април 1904 година, обвинен като „един от водачите на българската бунтовническа организация“, осъден от Извънредния съд на доживотна каторга, лежал в Битолския затвор, амнистиран с общата амнистия от 12 април 1904 година[3]
- Васил Чипов (1926 – 1987), просветен деец от Северна Македония

### Г
- Георги Василев (1892 – ?), македоно-одрински опълченец, Четвърта рота на Четвърта битолска дружина[4]
- Георги Джотев, свещеник в родното си село през 1870-те, през 1874 година обявява селото за екзархийско[5]
- Георги Христов, македоно-одрински опълченец, Втора рота на Осма костурска дружина[6]
- Григор Дуров – Бангата, деец на ВМОРО, дългогодишен ръководител на революционния комитет в Пътеле,[7] баща на войводата на ВМРО Тома Дуров[8]

### Д
- Димитър Иванов (1892 – ?), македоно-одрински опълченец, Първа рота на Четвърта битолска дружина[9]
- Димитър (Мице) Настов, ученик в Кожани около 1830 година, съученик на Панарет Пловдивски
- Димитър Нацев (1870 – ?), македоно-одрински опълченец, Втора и Нестроева рота на Девета велешка дружина[10]
- Дине Абдураманов (? – 1902), български революционер, деец на ВМОРО
- Дино Атанасов (Димо, 1890 – ?), македоно-одрински опълченец, Първа рота на Четвърта битолска дружина[11]

### Е
- Евгений Мишайков, български църковен деец

### И
- Иван Дорев (1866 – 1942), български просветен деец и историк
- Иван Николов Зеринчев, македоно-одрински опълченец, Втора рота на Девета велешка дружина, носител на орден „За храброст“ IV степен,[12] подпредседател на македонското благотворително братство „Тодор Александров“ във Варна през 1937 – 1941 година
- Иван Мишайков (1854 – 1932), български чиновник
- Иван Толев Алиломов, македоно-одрински опълченец, 27-годишен, работник, ІІ клас Втора рота на Девета велешка дружина[13]
- Илия Църнаков - Лазаридис (1909 – 1948), гръцки комунист; член на КПГ от 1932 година, по време на диктатурата на Метаксас е член на Суровичкия комитет на КПГ, в 1943 година става нелегален в ЕАМ, след Споразумението от Варкиза първоначално работи легално, а от 1946 година нелегално в Суровичко, загива като войник от 18-а бригада на ДАГ през март 1948 година при Клисура[14][15]

### Й
- Йоанис Фортомарис (Ιωάννης Φορτομάρης), гръцки андартски деец от трети клас, убит през 1908 година от българи[2]

### К
- К. Георгиев, македоно-одрински опълченец, Щаб на Първа бригада на МОО[16]
- Константин Ванев, македоно-одрински опълченец, Сборната партизанска рота на МОО, попаднал в гръцки плен[17]
- Константин (Дине) Доков, български просветен деец, завършил пловдивското класно училище „Св. св. Кирил и Методий“, след 1874 година преподавал в Скопие и Пътеле[18]
- Константин Мишайков (1807 – 1880), български лекар и общественик
- Корнелия Мракова-Пейовска (1928 – 2022), югославска партизанка и северномакедонска поетеса
- Коста Абдерманов (р. 1927), северномакедонски скулптор
- Костадин Божилов, македоно-одрински опълченец, Осма костурска дружина, Сборна партизанска рота на МОО[19]

### Л
- Лазар Дорев, македоно-одрински опълченец, жител на Кайляри, Първа рота на Осма костурска дружина, Сборна партизанска рота на МОО[20]
- Ламбо Василев (1876 – ?), български революционер

### М
- Методи Бореа - Тодорче (1912 – 9 август 1943), гръцки комунист, обесен от германските окупационни власти в Лерин[21]
- Михаил Мишайков, юрист и политик
- Михаил Николов Пасков (1889 – ?), македоно-одрински опълченец, четата на Марко Иванов, четата на Христо Цветков, четата на Пандо Шишков, Първа рота на Петнадесета щипска дружина, Сборна партизанска рота на МОО, в гръцки плен от 12 август 1913 до 10 марк 1914 година[22][23]
- Мияле Клянев (1907 – 1949), гръцки комунист[24]

### Н
- Никола Апостолов (1866 – 1952), български политик и министър (1907 – 1908, 1913 – 1917)
- Никола Янев (1861 – ?), македоно-одрински опълченец, Нестроева рота на Единадесета сярска дружина[25]

### П
- Панарет Пловдивски (1805 – 1883), български църковен деец
- Панделис Лякос (Παντελής Λιάκος), гръцки андартски деец от трети клас[2]
- Пандил Георгиев (Пандо), български революционер, деец на ВМОРО, македоно-одрински опълченец, четата на Алексо Джорлев, Първа рота на Осма костурска дружина[26]
- Пандо Т. Сугарев, македоно-одрински опълченец, четата на Пандо Шишков[27]
- Панталей Николов (1869[28]/1871 – ?), български военен, подполковник,[29] в 1891 година завършва с третия випуск педагогическите курсове на Солунската българска мъжка гимназия[28]
- Панчо Дорев (1878 – 1938), български историк и дипломат

### С
- Спиридон Благоев (1926 – 2009), деец на ДАГ, юрист, историк от Северна Македония
- Ставрос Миндзурис (Σταύρος Μιντζούρης), гръцки андартски деец от трети клас[2]
- Стефо Миче Кальонче, българин, православен, арестуван преди април 1904 година, обвинен в „притежание на документи с вредно съдържание, които се намирали в неговата къща, и за които има съмнение, че принадлежат на комитета“, обвинен от Леринския следствен отдел, лежал в Леринския затвор, амнистиран с общата амнистия от 12 април 1904 година[30]

### Т
- Ташко Белчев (1926 – 2015), полонист и палеолингвист от Северна Македония
- Теофанис Лякос (Θεοφάνης Λιάκος), гръцки андартски деец от трети клас[2]
- Тодор Христов (1866 – ?), македоно-одрински опълченец, Нестроева рота на Десета прилепска дружина[31]
- Тома Дуров (1899 – 1932), български революционер, лерински войвода на ВМРО
- Тома Иванов (1875 – ?), български революционер, войвода на ВМОРО
- Тошо Мимидичков (? – ок. 1911), български учител и революционер

### У
- Урания Алиломова, гръцка комунистка

### Ф
- Филип Трифонов (1884 – ?), македоно-одрински опълченец, Пета рота на Първа дебърска дружина[32]
- Филип Трифонов (? – 1913), македоно-одрински опълченец, Щаб и Втора рота на Осма костурска дружина, загинал в Междусъюзническата война на 6 юли 1913 година[32]

### Х
- Христо Динев (1900 – 1977), български театрален и кино артист
- Христо Лазар, българин, православен, арестуван преди април 1904 година, обвинен във „вклучване в българския комитет“, осъден от Извънредния съд на 4 години каторга, лежал в Битолския затвор, амнистиран с общата амнистия от 12 април 1904 година[33]
- Христо Мицарев (Χρήστος Μητσάρης), гръцки андартски деец от трети клас[2]
- Христо Пасхов (1874 – 1936), български революционер

## Починали в Пътеле
- Ангел Кирилов Пасколев, български военен деец, поручик, загинал през Първата световна война[34]
- Георги Стаменов, български военен деец, капитан, загинал през Първата световна война[35]
- Дине Абдураманов (? – 1902), български революционер, деец на ВМОРО
- Иван Стоянов Попов (Попиванов), български военен деец, поручик, загинал през Първата световна война[36]
- Марко Лерински (1862 – 1902), български революционер, войвода на чета на ВМОРО
- Ралю (Рашко) Калинкоев, български военен деец, подпоручик, доктор, загинал през Първата световна война[37]

## Други
- Димитър Мишайков (1883 – 1945), български юрист и политик, по произход от Пътеле
- Петър Мишайков (? – 1902), деец на БРЦК и политик, по произход от Пътеле
- Роман Мишайков (1883 – 1903), деец на ВМОРО, внук на Константин Мишайков